# Garlenda
Garlenda település Olaszországban, Liguria régióban, Savona megyében. Lakosainak száma 1357 fő (2023. január 1.). Garlenda Andora, Casanova Lerrone, Villanova d’Albenga és Stellanello községekkel határos.

## Népesség
A település lakossága az elmúlt években az alábbi módon változott:
| Lakosok száma | 1240 | 1263 | 1357 |
|               | 2017 | 2018 | 2023 |